# Die Insel des Dr. Moreau

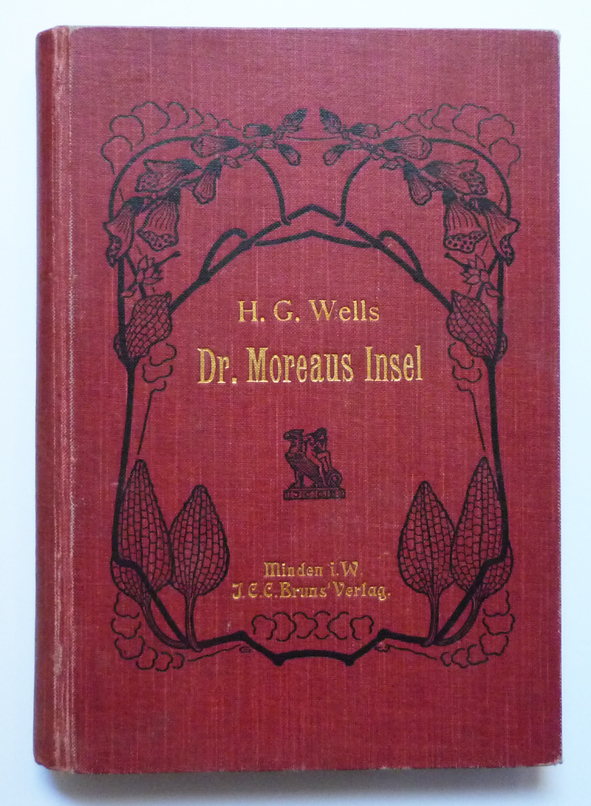
Deutsche Erstausgabe, Bruns, Minden 1904

Die Insel des Dr. Moreau, englischer Originaltitel The Island of Dr. Moreau, ist ein 1896 erschienener phantastischer Roman des englischen Schriftstellers H. G. Wells. Er enthält Elemente der Science-Fiction-, der Horror- und der Abenteuerliteratur.

## Inhalt

### Aufbau und Erzählsituation
Die eigentliche Handlung ist eine Ich-Erzählung aus der Perspektive eines Edward Prendick, die mittels Herausgeberfiktion in eine rudimentäre Rahmenhandlung eingebunden ist. Die Erzählung wird als ein schriftlicher Bericht präsentiert, den der Neffe und Erbe des Erzählers unter den Papieren seines verstorbenen Onkels findet und den er mit diesem Buch der Öffentlichkeit zugänglich macht. Die Rahmenhandlung besteht nur aus einer zweiseitigen Einführung, die der Neffe Charles Edward Prendick im Stil eines Herausgeber-Vorworts unterzeichnet. Die folgenden 22 Kapitel geben den fiktiven schriftlichen Bericht Edward Prendicks wieder und enden mit dessen Unterschrift.

### Handlung
Der Privatier Edward Prendick erleidet 1887 im Südpazifik Schiffbruch. Als einziger überlebender Insasse eines kleinen Rettungsboots wird er von dem Arzt Montgomery vor dem Tod bewahrt. Dieser ist an Bord des Schoners Ipecacuanha mit einer merkwürdigen Ladung Tiere – darunter ein Lama und ein Puma – unterwegs zu einer einsamen Insel, wo er unter der Leitung des Biologen Moreau eine „biologische Station“ betreibt. Als die Insel erreicht ist, setzt der Kapitän des Schoners Prendick erneut auf dem Meer aus. Moreau erklärt zunächst, niemanden auf der Insel aufnehmen zu können, lässt sich aber schließlich doch dazu bewegen.
Allmählich geht Prendick auf, dass die Vorgänge in der Forschungsstation von einem Geheimnis umgeben sind; ihr Labor darf er nicht betreten, doch werden dort offenbar Tiere viviseziert. Eines Tages verstören ihn die markerweichenden Schreie des Pumas, den Montgomery auf die Insel gebracht hatte, so sehr, dass er aus seiner Unterkunft flieht. Ziellos wandert er auf der Insel umher und trifft dabei auf eine Reihe von eigenartigen, mehr oder weniger menschlich aussehenden Lebewesen, die zum „Tiervolk“ (Beast Folk) gehören. Von einem dieser Lebewesen wird er verfolgt, kann sich aber in sein Zimmer retten. Am nächsten Tag klingen ihm die Schreie, die aus dem Labor dringen, so menschenähnlich, dass er das Verbot übertritt und die Tür zur Station öffnet. Er glaubt zu erkennen, dass Moreau einen Menschen viviseziert und flieht aus Furcht, dasselbe Schicksal zu erleiden, vor dem wütenden Moreau zum Dorf des Tiervolks. Als Montgomery und Moreau ihn verfolgen, droht Prendick, sich im Meer zu ertränken, lässt sich aber schließlich zur Rückkehr bewegen.
Moreau überzeugt Prendick in einem langen Vortrag jedoch davon, dass er im Labor nicht Menschen in Tiere, sondern Tiere in menschenähnliche Mischwesen – Chimären – verwandelt. Die über 60 Tiermenschen auf der Insel sind Ergebnisse von Moreaus chirurgischen Experimenten mit verschiedenen Tierarten und haben durch Manipulation von Körper und Gehirn den aufrechten Gang, die Sprache und andere menschliche Züge erhalten. Hypnotisch suggerierte Gesetze (the Law) sollen seine Geschöpfe daran hindern, in ihre Tiernatur zurückzufallen und etwa auf allen vieren zu gehen; bei Verstößen droht den Tiermenschen eine Rückkehr und „Nachbehandlung“ in Moreaus Labor, das sie furchtvoll das „Haus des Schmerzes“ (House of Pain) nennen. Eines der Gesetze verbietet den Verzehr von Fleisch und die Tötung von Lebewesen. Als ein getötetes Kaninchen gefunden wird, startet Moreau eine Strafexpedition ins Dorf des Tiervolks; Prendick erschießt schließlich einen „Leopardenmenschen“, der offenbar die Tat verübt hat. Eines Tages reißt sich der werdende „Pumamensch“ vom Operationstisch los und flieht aus der Station. Auf der anschließenden Verfolgungsjagd wird Montgomery von mehreren Tiermenschen bedroht und tötet sie. Schließlich finden Montgomery und Prendick die Leiche Moreaus – er ist Opfer des Pumamenschen geworden. Montgomery ist verzweifelt und betrinkt sich. In seinem Rausch kommt er auf die Idee, auch den Tiermenschen Alkohol zu verabreichen. Die Trinkenden zerstören unter Anleitung Montgomerys die einzigen Boote der Insel und schüren mit dem Holz ein Lagerfeuer. Als Prendick Schüsse hört, will er Montgomery zu Hilfe kommen, wirft dabei eine Lampe um und setzt so die Station in Brand. Als er beim Lagerfeuer eintrifft, stellt er fest, dass auch Montgomery von Tiermenschen getötet worden ist.
Prendick verbringt noch zehn Monate allein mit den Tiermenschen auf der Insel. Mit seinen menschlichen Fähigkeiten im Werkzeug- und Waffengebrauch und seinen Appellen an das „Gesetz“ gelingt es ihm zunächst, sich Respekt zu verschaffen, doch nach einiger Zeit fallen die Tierwesen, wie von Moreau prophezeit, zunehmend wieder in ihre Tiernaturen zurück, verlernen Sprache und aufrechten Gang. Versuche, ein Floß zu bauen, wollen Prendick nicht gelingen. Eines Tages wird an der Insel ein kleines Segelboot mit den Leichen zweier Schiffbrüchiger (offenbar Besatzungsmitglieder der zwischenzeitlich verunglückten Ipecacuanha) angespült. Trotz dieses bösen Vorzeichens zögert Prendick nicht, mit dem Boot auf den offenen Pazifik zu fliehen, um zumindest von der Insel zu entkommen, und wird Tage später zufällig von einem Schiff entdeckt an Bord genommen. Nach seiner Rettung will ihm jedoch niemand die Abenteuer glauben, von denen er berichtet. Zurück in London, erträgt er die Gesellschaft anderer Menschen nicht mehr; sie ähneln ihm zu sehr den Tiermenschen der Insel. Seine dauerhafte Furcht, auch sie könnten jederzeit in ihre Tiernatur abgleiten, lässt ihn sich weitestgehend von der Menschenwelt zurückziehen und Frieden in der Welt der Bücher finden.

## Entstehung und Textgeschichte

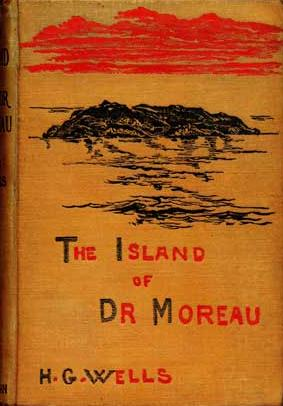
Buchdeckel der englischen Erstausgabe (Heinemann, London 1896)

Ein recht umfangreiches, aber nicht abgeschlossenes handschriftliches Manuskript eines ersten Entwurfs zum Moreau ist erhalten geblieben, wenn auch wohl nicht vollständig, da es mitten in einem Dialog zwischen Montgomery und Prendick abbricht. Robert Philmus datiert seine Entstehung auf Ende 1894. Damals hatte Wells bereits einen ersten Durchbruch als Autor geschafft: Die Zeitmaschine war als Fortsetzungsroman erschienen und hatte teilweise hymnische Kritiken erhalten, die Buchausgabe war in Vorbereitung. Die Handlung des ersten Moreau-Entwurfs wich beträchtlich von der späteren Endfassung ab. Zwar war der Schiffbruch Prendicks bereits enthalten, teilweise entsprachen die Formulierungen fast wortgetreu der später veröffentlichten Fassung. Aber der grausame Kapitän fehlte als Romanfigur noch völlig, das Segelschiff war noch eine Yacht (Dancing Faun genannt), die Moreau selbst befehligte. Auf der Insel lebten nicht nur Moreau und Montgomery, sondern auch Moreaus Familie: seine Frau und sein Sohn. Die Schilderungen des Tiervolks und seines sozialen Lebens sahen deutlich anders aus, und der Plot richtete sich in viel höherem Maß auf die Entschlüsselung des Geheimnisses der Insel durch Prendick. Da das Manuskript nach 112 Seiten abbricht, ist nicht klar, welches Ende Wells vorgesehen hatte.
Im Frühling 1895 verwarf Wells diesen ersten Entwurf und arbeitete ihn mehrfach völlig um, vermutlich in vier Phasen – eine Reihe von Teilmanuskripten bzw. Typoskripten ist erhalten geblieben. Wells befasste sich damals mit vielen Projekten gleichzeitig: Er redigierte Kurzgeschichtenbände für den Druck, schrieb Literaturkritiken und naturphilosophische Aufsätze für Zeitungen und war zugleich mit einer ganzen Serie weiterer Science-Fiction-Romane beschäftigt, die man damals als Scientific Romances bezeichnete. Philmus hält es für erstaunlich, dass er dabei noch Zeit fand, den Moreau ganz neu zu schreiben und zur Veröffentlichung vorzubereiten.
Die erste Veröffentlichung von Material aus dem Moreau-Komplex geschah bereits im Januar 1895. Wells schrieb einen spekulativen Aufsatz über die „Grenzen der Plastizität des Individuums“ (The Limits of Individual Plasticity), der am 19. Januar 1895 in Saturday Review erschien. Dort kritisierte er die Vorstellung, Lebewesen seien ausschließlich aus ihrer genetischen Ausstattung zu verstehen, und brachte das Argument vor, durch chirurgische, chemische und psychologische Manipulation könnten Lebewesen, inklusive Menschen, in einem sehr hohen Grad geformt und verändert werden. Dieser Text bildet den Kern des späteren Kapitels Doctor Moreau explains, in dem Moreau gegenüber Prendick sein Handeln darlegt und rechtfertigt. Ganze Passagen des Aufsatzes übernahm Wells fast wörtlich in Moreaus Vortrag im Roman.

## Adaptionen
Das Buch wurde bisher dreimal verfilmt. Die erste Verfilmung erschien 1932 unter dem Titel Island of Lost Souls (Die Insel der verlorenen Seelen). Die Rolle des Dr. Moreau spielte Charles Laughton, und der Dracula-Star Bela Lugosi hatte einen kleinen Auftritt als Affenmensch. Der Film wurde seinerzeit ein Flop, von christlichen Gruppen als gotteslästerlich eingestuft und erst später als Juwel des Horrorgenres erkannt. 1977 erschien eine zweite Verfilmung von Don Taylor mit Burt Lancaster als Dr. Moreau. Der Schiffbrüchige wurde umbenannt in Andrew Braddock und von Michael York gespielt. Als neue Figur wurde die Tochter des Wissenschaftlers eingeführt. Diesem, wie auch der dritten Verfilmung von John Frankenheimer aus dem Jahr 1996 war kein kommerzieller Erfolg beschieden. Diese Verfilmung ist eine moderne Fassung des Romans unter dem Titel D.N.A - Experiment des Wahnsinns. Marlon Brando spielte Dr. Moreau, Val Kilmer spielte Montgomery und David Thewlis spielte den Erzähler, allerdings umbenannt in Edward Dougles.
Der 1959 veröffentlichte Film Terror is a Man ist ebenfalls von der Geschichte inspiriert, ohne allerdings Wells als Referenz zu nennen.
Die Geschichte des Romans wird unter dem Titel Die Insel des Doktor Monreau auch in einer Folge des Comics Captain York von Roger Lecureux und Raffaele Carlo Marcello aufgegriffen.
In einer Halloween-Folge der Zeichentrickserie „The Simpsons“ wird das Buch parodiert.
Eine Fortsetzung der Geschichte schrieb 2011 der englische Schriftsteller Guy Adams unter dem Titel  The Army of Dr. Moreau (2014 auf Deutsch als  Die Armee des Dr. Moreau, ISBN 978-3-8332-2873-5). Er versetzt die Geschichte in das fiktive Universum von Sherlock Holmes, sodass die Geschichte zugleich eines der zahlreichen Sherlock-Holmes-Pastiches darstellt. Im Juli 2022 veröffentlichte die mexikanisch-kanadische Schriftstellerin Silvia Moreno-Garcia eine Adaption des Themas. The Daughter of Doctor Moreau spielt im Mexiko des frühen 19. Jahrhundert und Hauptprotagonistin ist mit Carlota Moreau die Tochter von Dr. Moreau.
2017 vertonte das Hörspiellabel Titania Medien die Vorlage in seiner Reihe Gruselkabinett.

## Ausgaben

### Englisch
Genannt werden die Erstausgaben sowie Kritische Ausgaben mit Kommentar und zusätzlichen Materialien.
- The Island of Doctor Moreau. Heinemann, London 1896 (englische Erstausgabe).
- The Island of Doctor Moreau: A Possibility. Stone & Kimball, New York 1896 (amerikanische Erstausgabe).
- The Island of Doctor Moreau: A Variorum Text. Hrsg. von Robert Philmus. University of Georgia Press, Athens GA und London 1993.
- The Island of Dr. Moreau: A Critical Text of the 1896 London Edition, with an Introduction and Appendices. Hrsg. von Leon Stover. McFarland, Jefferson und London 1996.
- The Island of Dr. Moreau. Hrsg. von Patrick Parrinder, mit einer Einleitung von Margaret Atwood und Annotationen von Steven McLean. Penguin Classics, London 2005, ISBN 978-0-14-144102-3.
- The Island of Doctor Moreau. Hrsg. von Mason Harris. Broadview Press, Peterborough 2009.

### Deutsch
- Dr. Moreaus Insel. Übersetzt von Felix Paul Greve. J. C. C. Bruns, Minden 1904; Neuauflage ebenda 1908.
- Die Insel des Dr. Moreau. Roman. Übersetzt von Felix Paul Greve, überarbeitet von Christine Mrowietz. Mit dem Essay Der frühe Wells von Jorge Luis Borges. Vollständige Ausgabe. dtv, München 1996, ISBN 3-423-12264-1
- Die Insel des Dr. Moreau. Hörbuch, erzählt von Torsten Michaelis, 3 CDs, 245 min. Patmos, Düsseldorf 2007, ISBN 978-3-491-91227-4.
- Die Insel des Dr. Moreau. Übersetzt von Felix Paul Greve, überarbeitet von Christine Mrowietz. dtv, München 2016, ISBN 978-3-423-14511-4.
- Die Insel des Dr. Moreau. Übersetzt von Felix Paul Greve. Anaconda, München 2019, ISBN 978-3-7306-0802-9.

## Sekundärliteratur
Allgemeine Interpretationen
- Gorman Beauchamp: ‘The Island of Dr Moreau’ as Theological Grotesque. In: Papers on Language & Literature 15, 1979, S. 408–417.
- Roger Bowen: Science, Myth, and Fiction in H.G. Wells's ‘Island of Doctor Moreau’. In: Studies in the Novel 8:3, 1976, S. 318–35.
- Roger Bozzetto: Moreau’s Tragi-Farcical Island. In: Science-Fiction Studies 20, 1993, S. 34–44.
- Bonnie Cross: But They Talk: Historical and Modern Mechanisms Behind the Beast Folk’s Language in ‘The Island of Dr. Moreau’. In: Mise en Abyme: International Journal of Comparative Literature and Arts 1:2, 2014, S. 36–58.
- Chris Danta: The Future Will Have Been Animal: Dr Moreau and the Aesthetics of Monstrosity. In: Textual Practice 26:4, 2012, S. 687–705.
- John Glendening: ‘Green Confusion’: Evolution and Entanglement in H. G. Wells’s ‘The Island of Doctor Moreau’. In: Victorian Literature and Culture 30:2, 2002, S. 571–597.
- J. R. Hammond: ‘The Island of Doctor Moreau’: A Swiftian Parable. In: John S. Partington (Hrsg.): The Wellsian: Selected Essays on H. G. Wells. Equilibris, Oss 2003, S. 45–54.
- Mason Harris: Vivisection, the Culture of Science, and Intellectual Uncertainty in The Island of Doctor Moreau. In: Gothic Studies 4:2, 2002, S. 99–115.
- Roslynn D. Haynes: The Unholy Alliance of Science in ‘The Island of Doctor Moreau’. In: John S. Partington (Hrsg.): The Wellsian: Selected Essays on H. G. Wells. Equilibris, Oss 2003, S. 55–67.
- Kimberly Jackson: Vivisected Language in H. G. Wells's ‘The Island of Doctor Moreau’. In: John S. Partington (Hrsg.): H. G. Wells's Fin-de-Siècle: Twenty-first Century Reflections on the Early H. G. Wells. Peter Lang, Frankfurt am Main 2007, S. 27–40.
- Pascale Krumm: ‘The Island of Doctor Moreau’, or the Case of Devolution. In: Foundation 75, 1999, S. 51–62.
- John McNabb: The Beast Within: H.G. Wells, The Island of Doctor Moreau, and Human Evolution in the Mid-1890s. In: Geological Journal 50:3, 2015, S. 383–397.
- Robert M. Philmus: The Satiric Ambivalence of ‘The Island of Doctor Moreau’. In: Science Fiction Studies 8:1, 1981, S. 2–11.
- Penelope Quade: Taming the Beast in the Name of the Father: The Island of Dr. Moreau and Wells's Critique of Society's Religious Molding. In: Extrapolation 48:2, 2007, S. 292–301.
- John R. Reed: The Vanity of Law in ‘The Island of Dr. Moreau’. In: Patrick Parrinder und Christopher Rolfe (Hrsg.): H.G. Wells Under Revision. Associated University Presses, London 1990, S. 134–144.
- Carrie Rohman: Burning out the Animal: The Failure of Enlightenment Purification in H. G. Wells's ‘The Island of Dr Moreau’. In: Mary S. Pollock und Catherine Rainwater (Hrsg.): Figuring Animals: Essays on Animal Images in Art, Literature, Philosophy, and Popular Culture. Palgrave Macmillan, Basingstoke NY 2005, S. 121–34.
- Nicoletta Vallorani: Hybridizing Science: The ‘Patchwork Biology’ of Dr. Moreau. In: cahiers Victoriens et Edouardiens 46, 1997, S. 245–261.

Quellenforschungen
- Norbert Lennartz: The Island of Doctor Moreau: H. G.Wells Seen from the Byronic Perspective. In: Anglia - Zeitschrift für englische Philologie 125:3, S. 430–447.
- Frances M. Malpezzi: Sons of Circe: Milton' s Comus and H.G. Wells's Dr. Moreau. In: Liberal and Fine Arts Review 4:2, 1984, S. 1–6.
- Robert L. Platzner: H. G. Wells’s ‘Jungle Book’: The Influence of Kipling on ‘The Island of Doctor Moreau’. In: The Victorian Newsletter 36, 1969, S. 19–22.
- Elmar Schenkel: Die verkehrte Insel: ‘The Tempest’ und H. G. Wells' ‘The Island of Dr Moreau’. In: Anglia - Zeitschrift für englische Philologie 111, 1993, S. 39–58.